# Rivetina buettikeri
Rivetina buettikeri är en bönsyrseart som beskrevs av Johann Heinrich Kaltenbach 1982. Rivetina buettikeri ingår i släktet Rivetina och familjen Mantidae. Inga underarter finns listade i Catalogue of Life.